# Affalterbach (Badenia-Wirtembergia)
Affalterbach – miejscowość i gmina w Niemczech, w kraju związkowym Badenia-Wirtembergia, w rejencji Stuttgart, w regionie Stuttgart, w powiecie Ludwigsburg, wchodzi w skład związku gmin Marbach am Neckar. Leży ok. 12 km na północny wschód od Ludwigsburga.
W gminie znajduje się firma Mercedes-AMG, zajmująca się tuningiem samochodów tejże marki.

## Demografia
| Rok  | Liczba ludności |
| ---- | --------------- |
| 1525 | 270             |
| 1703 | 344             |
| 1802 | 1 033           |
| 1864 | 1 532           |
| 1939 | 1 034           |
| 2005 | 4 625           |

## Współpraca
Miejscowość partnerska:
- Neuhausen/Erzgeb., Saksonia
- Téglás, Węgry